# Atelophryniscus chrysophorus
Rhinella chrysophora là một loài cóc thuộc họ Bufonidae.
Đây là loài đặc hữu của Honduras.
Môi trường sống tự nhiên của chúng là vùng núi ẩm nhiệt đới hoặc cận nhiệt đới và sông ngòi.
Chúng hiện đang bị đe dọa vì mất nơi sống.